# Pyrgauchenia angulata
Pyrgauchenia angulata är en insektsart som beskrevs av William D. Funkhouser 1932. Pyrgauchenia angulata ingår i släktet Pyrgauchenia och familjen hornstritar. Inga underarter finns listade i Catalogue of Life.